# Coupe du monde de saut à ski 2006-2007
Navigation
Édition précédente Édition suivante
L'édition 2006/2007 de la coupe du monde de saut à ski est une compétition sportive internationale rassemblant les meilleurs athlètes mondiaux pratiquant le saut à ski. Elle s'est déroulée entre le 24 novembre 2006 et le 25 mars 2007 et a été remportée par le Polonais Adam Małysz, suivi du Norvégien Anders Jacobsen et du Suisse  Simon Ammann.

## Classement Général
| Place | Nom                   | Pays      | Points |
| ----- | --------------------- | --------- | ------ |
| 1     | Adam Malysz           | Pologne   | 1453   |
| 2     | Anders Jacobsen       | Norvège   | 1319   |
| 3     | Simon Ammann          | Suisse    | 1167   |
| 4     | Gregor Schlierenzauer | Autriche  | 956    |
| 5     | Andreas Kuettel       | Suisse    | 804    |
| 6     | Thomas Morgenstern    | Autriche  | 756    |
| 7     | Andreas Kofler        | Autriche  | 727    |
| 8     | Janne Ahonen          | Finlande  | 539    |
| 9     | Matti Hautamaeki      | Finlande  | 526    |
| 10    | Michael Uhrmann       | Allemagne | 524    |

## Calendrier
| Date             | Lieu             | Épreuve | Vainqueur             | Deuxième              | Troisième             |
| 24 novembre 2006 | Kuusamo          | HS142   | Arttu Lappi           | Simon Ammann          | Anders Jacobsen       |
| 25 novembre 2006 | Kuusamo          | HS142   | annulé                | annulé                | annulé                |
| 2 décembre 2006  | Lillehammer      | HS131   | Simon Ammann          | Andreas Küttel        | Thomas Morgenstern    |
| 3 décembre 2006  | Lillehammer      | HS131   | Gregor Schlierenzauer | Anders Jacobsen       | Adam Malysz           |
| 9 décembre 2006  | Harrachov        | HS142   | annulé                | annulé                | annulé                |
| 10 décembre 2006 | Harrachov        | HS142   | annulé                | annulé                | annulé                |
| 16 décembre 2006 | Engelberg        | HS137   | Gregor Schlierenzauer | Anders Jacobsen       | Adam Malysz           |
| 17 décembre 2006 | Engelberg        | HS137   | Anders Jacobsen       | Simon Ammann          | Gregor Schlierenzauer |
| 30 décembre 2006 | Oberstdorf       | HS137   | Gregor Schlierenzauer | Andreas Kuettel       | Adam Malysz           |
| 1er janvier 2007 | Garmisch         | HS125   | Andreas Kuettel       | Matti Hautamaeki      | Noriaki Kasai         |
| 4 janvier 2007   | Innsbruck        | HS130   | Anders Jacobsen       | Thomas Morgenstern    | Simon Ammann          |
| 7 janvier 2007   | Bischofshofen    | HS140   | Gregor Schlierenzauer | Anders Jacobsen       | Simon Ammann          |
| 13 janvier 2007  | Vikersund        | HS207   | Anders Jacobsen       | Thomas Morgenstern    | Matti Hautamaeki      |
| 14 janvier 2007  | Vikersund        | HS207   | annulé                | annulé                | annulé                |
| 20 janvier 2007  | Zakopane         | HS134   | Rok Urbanc            | Roar Ljoekelsoey      | Matti Hautamaeki      |
| 21 janvier 2007  | Zakopane         | HS134   | annulé                | annulé                | annulé                |
| 27 janvier 2007  | Oberstdorf       | HS137   | Adam Malysz           | Thomas Morgenstern    | Michael Uhrmann       |
| 28 janvier 2007  | Oberstdorf       | HS137   | Michael Uhrmann       | Anders Jacobsen       | Andrea Morassi        |
| 3 février 2007   | Titisee-Neustadt | HS142   | Adam Malysz           | Andreas Kofler        | Anders Jacobsen       |
| 4 février 2007   | Titisee-Neustadt | HS142   | Adam Malysz           | Gregor Schlierenzauer | Dmitri Vassiliev      |
| 7 février 2007   | Klingenthal*     | HS140   | Gregor Schlierenzauer | Simon Ammann          | Adam Malysz           |
| 10 février 2007  | Willingen        | HS145   | Anders Jacobsen       | Michael Uhrmann       | Jernej Damjan         |
| 11 février 2007  | Willingen        | HS145   | Autriche              | Norvège               | Allemagne             |
| 10 mars 2007     | Lahti            | HS130   | Autriche              | Norvège               | Finlande              |
| 11 mars 2007     | Lahti            | HS130   | Adam Malysz           | Andreas Kofler        | Martin Schmitt        |
| 13 mars 2007     | Kuopio           | HS127   | Adam Malysz           | Andreas Kofler        | Thomas Morgenstern    |
| 17 mars 2007     | Oslo             | HS128   | Adam Malysz           | Andreas Kuettel       | Anders Bardal         |
| 18 mars 2007     | Oslo             | HS128   | Simon Ammann          | Martin Koch           | Matti Hautamaeki      |
| 23 mars 2007     | Planica          | HS215   | Adam Malysz           | Simon Ammann          | Jernej Damjan         |
| 24 mars 2007     | Planica          | HS215   | Adam Malysz           | Anders Jacobsen       | Martin Koch           |
| 25 mars 2007     | Planica          | HS215   | Adam Malysz           | Simon Ammann          | Martin Koch           |

*Remplaçant une des épreuves annulées de Harrachov, le concours à Klingenthal a été organisé par la fédération de ski tchèque.